# Julius Conrad von Yelin
Julius Conrad Yelin, seit 1814 Ritter von Yelin (* 22. Oktober 1771 in Wassertrüdingen; † 20. Januar 1826 in Edinburgh), war ein deutscher Physiker, Mathematiker und Finanzbeamter.

## Leben
Julius Conrad Yelin war der Sohn des markgräflichen Stadtvogtes in Wassertrüdingen Johann Andreas Friedrich Yelin(1722–1781) und dessen Ehefrau Anna Henrica Dorothea geb. Geuder (1745–1818), Tochter des Stadt- und Amtsvogts Johann Friedrich Geuder(1711–1779).1785 besuchte er das Gymnasium Carolinum Illustre in Ansbach und studierte ab Ostern 1791 an der Universität Erlangen. Ende 1793 wurde er zum Dr. phil. promoviert und lehrte zunächst von Januar bis Oktober 1794 als Privatdozent in Erlangen Mathematik und Englisch. Im Oktober 1794 trat er die Adjunktur der Professur für Mathematik und Physik am Gymnasium in Ansbach an und hielt hier bis zum Jahr 1806 Vorlesungen. Parallel trat er 1794 bei der königlich preußischen Kriegs- und Domainen-Kammer als Referendar an und wirkte in der Folge ab 1797 als Kammerassessor com voto und bei der neu errichteten Kommission zur Vermessung, Taxierung und Regulierung der Domainenforste in den fränkischen Fürstentümern Ansbach und Bayreuth als Hauptforst-Kommissarius und Direktor der Forstkartenkammer. 1803 wurde er zum wirklichen Kriegs- und Domainenrat ernannt. Im Zeitraum 1807 bis 1808 errichtete er zur Unterstützung der Landesvermessung eine Geodäten-Unterrichts-Anstalt, an der er unentgeltlich Mathematik und Geodäsie lehrte. Dabei gelang es ihm, in weniger als eineinhalb Jahren über 25 Geodäten nach München zu entsenden. Nach dem Übergang des Fürstentums Ansbach an Bayern wurde Yelin 1808 als erster Finanzrat angestellt. 1810 wurde er Finanzdirektionsrat und ab 1813 wirkte er als Oberfinanzrat bei der Ministerialsektion der Steuern und Domänen in München. Im Jahr 1817 wurde er Konservator des mathematisch-physikalischen Kabinetts der Königlich Bayerischen Akademie der Wissenschaften in München.
Yelin wurde am 4. November 1811 Mitglied im Pegnesischen Blumenorden (ursprüngliche Mitgliedsnummer 295, nach Streichung eines Mitglieds später Nr. 294) und 1813 Mitglied der Bayerischen Akademie der Wissenschaften.
1814 erhielt er den Civil-Verdienst-Orden der Bayerischen Krone und wurde als Ritter von Yelin in den persönlichen Adelsstand erhoben.
1815 war er Mitbegründer des Polytechnischen Vereins für das Königreich Bayern.
Am 12. März 1821 wurde er mit dem akademischen Beinamen Muschenbroeck unter der Matrikel-Nr. 1212 als Mitglied in die Kaiserliche Leopoldino-Carolinische Deutsche Akademie der Naturforscher aufgenommen. Er war weiterhin Mitglied der Göttinger Akademie der Wissenschaften, der Königlichen Akademie gemeinnütziger Wissenschaften zu Erfurt, der Wetterauischen Gesellschaft für die gesammte Naturkunde zu Hanau, der Naturforschenden Gesellschaft zu Halle und der Rheinischen Gesellschaft für Natur- und Arzneikunde.
Yelin starb im Jahre 1826 auf einer Vortragsreise in Edinburgh. Julius Conrad von Yelin wurde am 24. Januar 1826 auf dem Old Calton Cemetery in der Nähe vom Calton Hill in Edinburgh beigesetzt. Der Leichenzug wurde vom Schriftsteller Walter Scott, dem Verfasser des Ivanhoe, persönlich angeführt, für den dies seit langer Zeit ein erster öffentlicher Auftritt war. Sein Grab liegt direkt neben dem Grab des schottischen Philosophen und Nationalökonomen David Hume.

## Schriften
- Dissertatio inauguralis mathematica de superficie coni scaleni determinanda. Erlangen 1794.
- In der Folge verfasste Yelin nach seiner Promovierung im Lauf der Jahre zahlreiche meist naturwissenschaftliche Schriften.

## Affäre Palm
Neben Johann Georg Leuchs (1761–1836), Graf Julius von Soden, August Ernst von Steigentesch u. a. wird nach neueren Forschungen (Andreas Maislinger) heute Julius Conrad Yelin die Autorenschaft der 1806 vom Nürnberger Buchhändler Johann Philipp Palm verlegten und gegen Napoleon gerichteten Schrift Deutschland in seiner tiefen Erniedrigung zugeschrieben. Zu diesem Zeitpunkt war ein Mann namens Yelin Geschäftsführer der Passauer Niederlassung der Palmschen Buchhandlung. Zumindest hierbei könnte es sich allerdings auch um den ehemaligen evangelischen Pfarrer Philipp Christian Gottlieb Yelin (1745–1814) handeln, der sich nach seiner Absetzung als Pfarrer von Wintershausen bei Würzburg um diese Zeit in Passau aufhielt. Johann Philipp Palm weigerte sich den Namen des Verfassers preiszugeben und wurde auf direkten Befehl von Napoléon Bonaparte am 26. August 1806 in Braunau am Inn nach einem Schnellverfahren standrechtlich erschossen.
- Anonymous: Deutschland in seiner tiefen Erniedrigung. 1806 (Digitalisat).